# Forestville (Wisconsin)
Forestville es una villa ubicada en el condado de Door en el estado estadounidense de Wisconsin. En el Censo de 2010 tenía una población de 430 habitantes y una densidad poblacional de 317,45 personas por km².

## Geografía
Forestville se encuentra ubicada en las coordenadas 44°41′27″N 87°28′42″O / 44.69083, -87.47833. Según la Oficina del Censo de los Estados Unidos, Forestville tiene una superficie total de 1.35 km², de la cual 1.35 km² corresponden a tierra firme y (0.19%) 0 km² es agua.

## Demografía
Según el censo de 2010, había 430 personas residiendo en Forestville. La densidad de población era de 317,45 hab./km². De los 430 habitantes, Forestville estaba compuesto por el 98.14% blancos, el 0% eran afroamericanos, el 0.7% eran amerindios, el 0% eran asiáticos, el 0% eran isleños del Pacífico, el 0% eran de otras razas y el 1.16% pertenecían a dos o más razas. Del total de la población el 1.86% eran hispanos o latinos de cualquier raza.